# Televita
Televita è stata un'emittente televisiva con sede a Roma.
Nata nel 1977 come emittente generalista di orientamento conservatore - populista, conobbe il periodo di maggior successo nel periodo a cavallo tra gli anni settanta e ottanta, per poi declinare nell'anonimato e chiudere nel 2012.

## Storia
Fondata nel 1977 dal politico democristiano Luigi D'Amato, quest'ultimo ebbe subito l'intuizione di dare spazio all'ex giornalista del Messaggero Nino Longobardi che ne divenne il mattatore.  I programmi, Il quarto d'ora di Nino Longobardi e I pugni sul tavolo divennero oggetto di culto. L'abitudine del conduttore di accompagnare la sua fragorosa oratoria con terribili manate sulla scrivania generò un successo mediatico straordinario.
Longobardi ideò la saggia figura d'un fantomatico “Zio Amedeo” e, utilizzandola come alter ego, prese ad inveire contro tutto e tutti, in particolare contro Maurizio Costanzo, Dario Fo, Franco Zeffirelli, il presidente della RAI Paolo Grassi e l'on. Giulio Andreotti. Fu soprattutto, però, l'allora sindaco di Roma Giulio Carlo Argan, al quale rinfacciava continuamente il suo passato in camicia nera, il bersaglio principale dei suoi strali. Nel settembre del 1979, nel pieno della campagna denigratoria nei suoi confronti, Argan si dimise dal suo incarico.
Longobardi fu costretto a farsi da parte quando il suo nome comparve nella Lista degli appartenenti alla P2, con tessera n. 368.
Il canale è noto anche perché ha ospitato in esclusiva dal 2003 al 2011 le trasmissioni del critico musicale di origine inglese Richard Benson, con i titoli Cocktail micidiale, Per corde e grida, Anche la rabbia ha un cuore e Richard Benson.
Fra i programmi ricordiamo anche Poeti e poesia condotto da Niccolò Carosi, che ospitò le grandi firme della poesia contemporanea. 

Nel 2012, Televita ha cambiato proprietà ed è stata rinominata One Television, adottando il nome di uno dei suoi sottomarchi. Il mux continua, tuttavia, ad avere la denominazione Televita, ospitando numerose emittenti extraregionali fra cui Napoli Tivù, Video Regione Sicilia, Euronews Puglia, ecc. transformadosi in un teleconsorzio ma One Television (rinominata in ONE TV nel 2013) è stata chiusa nel 2014 lasciando vuota la posizione 86. 